# Mutanti hledaj východisko
Mutanti hledaj východisko je česká alternativní hip-hopová skupina, která vznikla někdy kolem roku 2010 v Praze. Název skupiny vznikl, když byl Jiří Konvalinka na příjímacím pohovoru v ateliérech Vysoké školy uměleckoprůmyslové v Praze a při čekání viděl na zábradlí vyrytý nápis "Mutanti hledaj východisko". Ve skupině vystupují dva spolužáci z pražské DAMU, rapper a textař Jan Vejražka a Jiří Konvalinka, který má na starost instrumentální složku (známý je též jako hráč na elektrifikované housle, klávesy a basu v kapele Vložte kočku).
S kapelou opakovaně spolupracuje Berenika Kohoutová, bývalá spolužačka z divadelního rozhlasu a dlouholetá kamarádka Jiřího Konvalinky, která s nimi často zpívá a objevuje se i na jejich koncertech.[zdroj?]

## Historie

### Začátky a první album (2014)
Skupina vznikla někdy kolem roku 2010, když Jan vejražka a Jiří Konvalinka chtěli obdarovat svoje přátelé, avšak neměli dost peněz,, tak se rozhodli udělat album.
Hudební styl Mutantů je obtížné zařadit do jednoho žánru. Sami se vyhýbají škatulkám a nálepkám, ale popisují svou hudbu jako "alternativní hip hop" nebo "alternativní cokoli". Jejich tvorba je experimentální, kombinující různé hudební vlivy a prvky.[zdroj?]
V roce 2014 vydala skupina své první album s názvem "Můj bůh září do mých temnot – černoch", které obsahuje elektronické smyčky, divoký sampling cizích nahrávek a ironické texty. Album bylo vydáno prostřednictvím vydavatelsko-promotérské skupiny Landmine Alert. Jejich hudba často sklouzává mezi různými tématy a připomíná hyperaktivní jedince ve své manické fázi.[zdroj?]

### PLSCVTGTUAUVGTU — alternativní tresty & opatření(2016)
V roce 2016 vydali Mutanti hledaj východisko své druhé album nazvané "PLSCVTGTUAUVGTU — alternativní tresty & opatření". Album bylo opět
vydáno pod značkou Landmine Alert a přineslo ještě propracovanější a rafinovanější zvuk. Skupina si udržuje svou jedinečnou estetiku, která se
projevuje nejen v hudbě, ale také v vizuálním provedení jejich vystoupení.[zdroj?]

### Když máš kamarády, nepotřebuješ nepřátele(2020)
V roce 2020 vydali třetí album s názvem Když máš kamarády, nepotřebuješ nepřátele. Vtip, nadhled a ironie, které jsou v textech, mixují s vážnými i emotivními tématy, jako je láska, vztahy mezi lidmi a dalšími tématy.
Na desce spolupracoval třeba i Štěpán Smetáček z Wanastowi Vjecy

### Puma(2023)
Album se lehce odchyluje od předchozí tvorby kapely směrem k experimentálnějšímu country s výraznými elektronickými prvky.
Texty alba jsou komplexní a provokativní. Zabývají se otázkami odcizení, hledání smyslu a lásky. Jsou často melancholické, ale zároveň vyzývají posluchače k činu. Album je také pozoruhodné svou sebereflexí a kritikou hudebního průmyslu.

## Diskografie

### Alba
- Puma (2023)
- Když máš kamarády, nepotřebuješ nepřátele (2020)
- PLSCVTGTUAUVGTU — alternativní tresty & opatření (2016)
- Můj bůh září do mých temnot – černoch (2014)

### Singles & EPs
- Léto (2023)
- ČAU ČAU ČAU (2021)
- Terminál v Plamenech (2020)
- Karanténa (2020)
- Škola v Přírodě (2019)
- Du prát (2019)